# Оболенський Олексій Юрійович
Оболенський Олексій Юрійович (нар. 29 грудня 1951, Київ, УРСР) — науковець у галузях автоматики, менеджменту, освіти, науки, публічного адміністрування, економіки, доктор економічних наук, професор, кандидат технічних наук, редактор. Державний службовець 3 рангу[1]. Співголова та голова експертної ради при Державній акредитаційній комісії (ДАК) в галузі "Державне управління" (1998—2016 рр.), Голова науково-методичної комісії (НМК) з державного управління Науково-методичної ради з питань освіти (НМР ) Міністерства освіти і науки України (МОН) у 1998—2006 рр.[2]. Заступник керівника Міжвідомчої координаційної ради Кабінету Міністрів України з підготовки проекту реформування державного сектора економіки (1997 р.)[3]. Відповідальна особа від Головдержслужби України за здійснення заходів Кабінету Міністрів України щодо реалізації Основних напрямів соціальної політики на 1998-2000 роки[4]. Керівник від України міжнародної Програми TACIS Європейського союзу «Інституційне удосконалення державної служби та організації професійного навчання державних службовців» (1998—2001 рр.)[5-7].  Коло наукових інтересів - розвиток наукової теорії із запровадження в Україні систем та механізмів: державного управління і державної служби, стандартизації освіти, підготовки, перепідготовки та підвищення кваліфікації державних службовців; публічного управління та адміністрування в регулюванні сучасними соціально-економічними процесами місцевого самоврядування, інституціонального проектування та регулювання інвестиційною складовою підприємницької екосистеми міста.
Автор понад 220 друкованих наукових і навчально-методичних праць з питань публічного управління, системного дослідження управління та органів управління, економічних аспектів їх діяльності, професійного навчання працівників органів публічної влади та управління (з них, зокрема: дві особисті монографії, дві колективні монографії, п’ять підручників з грифом Міністерства освіти та науки України (у співавторстві), навчальні посібники).
За вагомий внесок у підготовку висококваліфікованих спеціалістів, розвиток науки, створення загальнодержавної системи підготовки, перепідготовки та підвищення кваліфікації державних службовців нагороджений Почесною грамотою Кабінету Міністрів України з врученням пам'ятного знака (1999 р.), Подякою (2001 р.) та Відзнакою Головного управління державної служби України з нагрудним знаком “За сумлінну працю” (2001 р.), Грамотами Головного управління державної служби України, Національної академії державного управління при Президентові України, Академії муніціпального управління[8-9].

## Життєпис
Після закінчення у 1969 р. середньої загальноосвітньої школи № 57, отримав вищу освіту в Київському технологічному інституті харчової промисловості, де відтоді й працював з серпня 1974 р. по травень 1993 р. на посадах від інженера до доцента:- з 1974 р. по 1978 р. - інженер, начальник зміни лабораторії кафедри “Обчислювальної техніки і прикладної математики” Київського технологічного інституту харчової промисловості. За сумісництвом на цій кафедрі проводив навчальний процес. Навчався в заочній аспірантурі; з 1978 р. по 1993 р. – асистент, доцент Київського технологічного інституту харчової промисловості. У 1981 році захистив кандидатську дисертацію і отримав вчений ступінь кандидата технічних наук[9].
У 1993 році був переведений до Міністерства освіти і науки України (МОН) для роботи на посаді начальника Управління змісту фахової освіти.
У серпні 1995 року призначається Заступником начальника Головного управління державної служби України де працює до вересня 2002 р. У цей час навчався за заочною формою в магістратурі у Київському національному економічному університеті імені Вадима Гетьмана (КНЕУ) за спеціальністю «Фінанси» (1998 – 2000 рр.). У 2000 р. – отримав освітньо-кваліфікаційний рівень магістра бізнес-адміністрування. У 2001 р. – захистив дисертацію за темою «Організаційний механізм управління економікою» на здобуття наукового ступеня доктора економічних наук. Отримав вчене звання професора[9].
Згодом у 2002 р.  – директор Київcької філії Львівського банківського інституту Національного банку України (КФ ЛБІ НБУ)
З січня 2004 р. по серпень 2005 р.  – працює на посаді Першого заступника начальника Головного управління державної служби України.
У 2005–2006 навчальному році – професор кафедри регіонального управління, місцевого самоврядування та управління містом, з  травня 2006 р. по жовтень 2009 р. - на посаді Першого вице-президента у Национальній академії державного управління при Президентові України (НАДУ). У серпні 2012 р. по грудень 2016 р. - на посаді професора кафедри державного менеджменту НАДУ. 
У листопаді 2009 р. – серпні 2012 р. Оболенський О.Ю. на науково-організіційній, науковій та науково-педагогічній роботі в Науково-навчальному інституті регіонального управління та місцевого самоврядування Академії муніципального управління (обидва – Київ) на посадах завідуючого кафедрою економіки, проректора із науково-методичної роботи - директора інституту.
Від 2017 р. Оболенський О.Ю. - професор кафедри регіоналістики та туризму КНЕУ. Входить до складу двох спеціалізованих вчених рад: Д 26.006.08 – ДВНЗ «Київський національний економічний університет імені Вадима Гетьмана» (ДВНЗ КНЕУ); Д 44.052.03 – Полтавський національний технічний університет імені Юрія Кондратюка.
У 1983 р – мав річне наукове стажування в Будапештському технічному університеті.
У період 12.2019 р – 02.2020 р. здійснив підвищення кваліфікації за програмою «ІТ-платформа освітньої діяльності викладача у ДВНЗ КНЕУ  (свідоцтво про підвищення кваліфікації 12СС 02070884 / 069715 – 20).
Автор понад 220 друкованих наукових і навчально-методичних праць з питань публічного управління, системного дослідження управління та органів управління, економічних аспектів їх діяльності, професійного навчання працівників органів публічної влади та управління (з них, зокрема: дві особисті монографії, дві колективні монографії, п’ять підручників з грифом Міністерства освіти та науки України (у співавторстві), навчальні посібники)[9].

### Родина
Дружиною Оболенського О.Ю  в єдиному шлюбі з 1970 року є  Оболенська Тетяна Євгенівна — з 1993 р. до 31 серпня 2022 р. проректор з науково-педагогічної та виховної роботи КНЕУ, доктор економічних наук, професор кафедри міжнародної торгівлі, заслужений працівник КНЕУ, Відмінник освіти України. Нагороджена подяками Прем’єр-міністра та Кабінету Міністрів України, Почесною грамотою та знаком «Відмінник освіти України» МОН України, орденом «За заслуги». Упродовж 20 років працює на посаді Заступника голови Науково-методичної комісії з економіки та підприємництва МОН України. Заступник голови експертної ради з економіки Державної акредитаційної комісії Кабінету Міністрів України. Входить до складу спеціалізованої вченої ради Д26.006.02 зі спеціальності 08.00.02 «Світове господарство і міжнародні економічні відносини», редакційних колегій низки видань, зокрема журналів «Міжнародна економічна політика» та «Стратегія економічного розвитку України». Основні напрями наукових досліджень: управління міжнародним маркетингом, зовнішньоекономічна політика України, проблеми зовнішньої торгівлі України, економіко-математичне моделювання, світове господарство та міжнародні економічні відносини, конкурентоспроможність освітніх послуг, педагогіка вищої економічної освіти. Є автором і співавтором понад 150 наукових і навчально-методичних робіт[10-11].

## Творчий доробок: окремі праці

### Монографії, підручники, посібники тощо
Оболенський О.Ю. Державна служба України: реалізація системних поглядів щодо організації та функціонування: монографія // Хмельницький: Поділля. – 1998. - 294 с, 46. 
https://scholar.google.com/citations?view_op=view_citation&hl=ru&user=YmVWnfAAAAAJ&citation_for_view=YmVWnfAAAAAJ:_kc_bZDykSQC
Державне управління, державна служба і місцеве самоврядування [Текст] : посібник для навч. закл. системи підгот. та підвищ. кваліфікації держ. службовців, керівників держ. підприємств, установ, організацій / В. К. Андрушко [та ін.]; ред. О. Ю. Оболенський ; Хмельницький ін-т регіонального управління та права. - Хмельницький : Поділля, 1999. - 567 с. - ISBN 966-7158-39-Х. Рубрикатор НБУВ:  Х819(4УКР)011.2;  Х819(4УКР)012 *.
Оболенський О. Ю. Організаційний механізм регулювання економіки [Текст] : автореф. дис... д-ра екон. наук: 08.02.03 / Оболенський Олексій Юрійович ; НАН України, Інститут економіки промисловості. - Донецьк, 2001. - 33 с. Рубрикатор НБУВ: У9(4УКР)21,01 *.
Оболенський О.Ю. Державна служба [Текст] : навч. посібник / О. Ю. Оболенський ; Київський національний економічний ун-т. - К. : КНЕУ, 2003. - 344 с. - Бібліогр.: с. 335-340. - ISBN 966-574-476-3. Рубрикатор НБУВ: Х819(4УКР)012 я7 *. 
http://librarium.freehostia.com/pravo/admin/derjsluj.html
Оболенський О.Ю. Державне управління та державна служба: сучасні напрями розвитку [Текст] / О. Ю. Оболенський; Одеська національна юридична академія. - О. : АО БАХВА, 2003. - 319 с. - Бібліогр.: с. 313-319. - ISBN 966-7079-78-3. Рубрикатор НБУВ: Х819(4УКР)01; Х819(4УКР)012 *.
Державне управління [Текст] : навч. посібник / А. Ф. Мельник, Оболенський О.Ю., Васіна, А.Ю., Гордієнко Л.Ю.; ред. А. Ф. Мельник. - 2. вид., випр. і доп. - К. : Знання, 2004. - 344 с. - (Серія "Вища освіта ХХІ століття"). - Бібліогр.: с. 335-342. - ISBN 966-8148-56-8. Рубрикатор НБУВ: Х819(4УКР) я73 *.
Державне управління та державна служба [Текст] : словник-довідник / Київський національний економічний ун-т ім. Вадима Гетьмана; уклад. О. Ю. Оболенський. - К. : КНЕУ, 2005. - 480 с. - Бібліогр.: с. 470-478. - ISBN 966-574-806-8. Рубрикатор НБУВ: Х819(4УКР) я2; Х81 я2 *.
Оболенський О.Ю. Державна служба [Текст] : підручник / О. Ю. Оболенський ; голова ред. кол. В. Я. Кардаш ; Київський національний економічний ун-т ім. Вадима Гетьмана. - К. : КНЕУ, 2006. - 472 с. - Бібліогр.: с. 462-468. - ISBN 966-574-851-3. Рубрикатор НБУВ: Х819(4УКР)012 я73 *.
Управління охороною здоров`я на місцевому рівні: національний та зарубіжний досвід [Текст] / О. Ю. Оболенський [та ін.]. - К. : Асоціація міст України та громад, 2007. - 191 c. - (Серія навчальних програм для працівників органів місцевого самоврядування ; кн. 18). - ISBN 978-966-8840-35-7. Рубрикатор НБУВ:  Р11(4УКР) к.я73*
Наукові дослідження вгалузі державного управління : навч. посіб. / авт.-упоряд. : О. Ю. Оболенський, М. К. Орлатий, Ю. П. Сурмін та ін. - К. : НАДУ, 2008. - 224 с. 
https://web.archive.org/web/20150325023108/http://academy.gov.ua/NMKD/library_nadu/Navch_Posybniky/e2a1a7a5-fbcc-46fc-ad11-2f937b98db6a.pdf
Державне управління [Текст] : підручник / А. Ф. Мельник, О. Ю. Оболенський, А. Ю. Васіна; за ред. д-ра екон. наук, проф. А. Ф. Мельник. - К. : Знання, 2009. - 582 с. : рис., табл. - (Вища освіта XXI століття). - Бібліогр.: с. 566-576. - ISBN 978-966-346-676-7. Рубрикатор НБУВ: Х819(4УКР)01 я73 *.
Оболенський О.Ю Методика проведення функціонального аналізу діяльності органів державної влади з урахуванням доцільності надання ними послуг [Текст] : наук. розроб. / О. Ю. Оболенський, В. М. Сороко ; Нац. акад. держ. упр. при Президентові України, Упр. орг. фундамент. та приклад. дослідж., Каф. держ. упр. і менедж. - К. : НАДУ, 2009. - 40 с. : рис., табл. - (Бібліотека слухача НАДУ. Демократичне врядування). - Бібліогр.: с. 33. Рубрикатор НБУВ: Х819(4УКР)01-91 в 64; Х819(4УКР)012.1 *.
Оболенський О.Ю. Опорний конспект лекцій з навчальної дисципліни "Публічне управління" [Текст] : наук. розроб. / О. Ю. Оболенський, С. О. Борисевич, С. М. Коник ; Нац. акад. держ. упр. при Президентові України, Упр. організації фундам. та приклад. дослідж., Каф. держ. упр. і менеджменту. - Київ : НАДУ, 2011. - 55 с. - (Бібліотека слухача НАДУ. Публічна політика і управління).- Бібліогр.:с. 54. - Рубрикатор НБУВ: Х819(4УКР)011.2я73-2 *.
Державна служба : підручник : у 2 т. / Нац. акад. держ. упр. при Президентові України ; редкол. : Ю. В. Ковбасюк (голова), О. Ю. Оболенський (заст.голови), С. М. Серьогін (заст. голови) [та ін.]. - К. ; Одеса : НАДУ: - 2012. - Т. 1. - 372 с. ISBN 978-966-619-319-6; ISBN 978-966-619-320-2 Т. 1); -2013. - Т. 2. -348 с. ISBN978-966-619-319-6; ISBN978-966-619-338-7 (Т. 2). 
https://ktpu.kpi.ua/wp-content/uploads/2014/02/DERZHAVNA-SLUZHBA-tom1-2012.pdfhttps://ktpu.kpi.ua/wp-content/uploads/2014/02/DERZHAVNA-SLUZHBA-tom2-2013.pdf
Публічне управління та адміністрування в регулюванні сучасними соціально-економічними процесами // Socio-economic and management concepts. Boston, 2021 (співавт.). 
https://esu.com.ua/article-74750

### Статті
Оболенський О. Ю. Системна концепція категорії "механізми державного управління" / О. Ю. Оболенський, Ю. Г. Королюк // Інвестиції: практика та досвід. - 2011. - № 10. - С. 79-84. - Режим доступу: 
http://nbuv.gov.ua/UJRN/ipd_2011_10_22 ;
http://www.irbis-nbuv.gov.ua/cgi-bin/irbis_nbuv/cgiirbis_64.exe?I21DBN=LINK&P21DBN=UJRN&Z21ID=&S21REF=10&S21CNR=20&S21STN=1&S21FMT=ASP_meta&C21COM=S&2_S21P03=FILA=&2_S21STR=ipd_2011_10_22
О. Оболенський, Н. Обушна. АУДИТ, КОНТРОЛЬ І МОНІТОРИНГ У СИСТЕМІ ПУБЛІЧНОГО УПРАВЛІННЯ // Збірник наукових праць. – 2014. – Вип. 41 “ЕФЕКТИВНІСТЬ ДЕРЖАВНОГО УПРАВЛІННЯ”. – С.115-124. УДК 51.9:336.148:35.081. 
http://irbis-nbuv.gov.ua/cgi-bin/irbis_nbuv/cgiirbis_64.exe?C21COM=2&I21DBN=UJRN&P21DBN=UJRN&IMAGE_FILE_DOWNLOAD=1&Image_file_name=PDF/efdu_2014_41_14.pdf
О. Ю. Оболенський, Н. І. Обушна ПУБЛІЧНИЙ АУДИТ: ЦІЛІ ТА ЕКОНОМІЧНИЙ ЗМІСТ // Державне регулювання процесів економічного і соціального розвитку. – 2015, - С.1-8.  УДК 336.1:351.  
http://www.kbuapa.kharkov.ua/e-book/tpdu/2015-1/doc/2/03.pdf
ІНСТИТУЦІОНАЛЬНЕ ПРОЕКТУВАННЯ РЕГУЛЮВАННЯ ІНВЕСТИЦІЙНОЮ СКЛАДОВОЮ ПІДПРИЄМНИЦЬКОЇ ЕКОСИСТЕМИ МІСТА / Олексій Оболенський, Віталій Пилипів, Олена Смірнова// Наук. перспективи. 2020. № 6.   
http://perspectives.pp.ua/index.php/np/article/view/94
Оболенський О.Ю., Базарна О.В. Економічна складова організаційно-економічного механізму регіонального публічного управління житлово-комунального господарства. Ефективна економіка. 2020. № 4. URL:
http://www.economy.nayka.com.ua/?op=1&z=7756
https://economyandsociety.in.ua/index.php/journal/article/view/2732

### Збірники по матеріалам конференцій
Стратегія реформування системи державного управління на засадах демократичного врядування [Текст] : матеріали наук.-практ. конф. за міжнародною участю (Київ, 31 травня 2007р.) / Національна академія державного управління при Президентові України. - К.: НАДУ, 2007. - ISBN 966-619-209-8: - Т. 3 / заг. ред. О. Ю. Оболенський, С. В. Сьомін. - 2007. - 366 с. - Бібліогр.: в кінці розд. - ISBN 966-619-112-1. Рубрикатор НБУВ: У9(4УКР)21 я431; Х819(4УКР)011.2-94я431(0); Ф3(4УКР)123 я431 **; - Т. 4 / заг. ред. О. Ю. Оболенський, С. В. Сьомін. - 2007. - 348 с. - Бібліогр.: в кінці розд.. Рубрикатор НБУВ: У9(4УКР)21 я431; Х819(4УКР)012 я431(0); Ф3(4УКР)12 я431 **.
Новітні тенденції розвитку демократичного врядування: світовий та український досвід [Текст] : матеріали наук.-практ. конф. за міжнар. участю (Київ, 30 трав. 2008 р.): [у 3 т.] / [за заг. ред. О. Ю. Оболенського, С. В. Сьоміна] ; Нац. акад. держ. упр. при Президентові України. - К. : [НАДУ], 2008. - ISBN 978-966-619-233-5. Т. 1. - 2008. - 352 с. - Бібліогр. в кінці ст. - 300 прим. - ISBN 978-966-619-236-6. Рубрикатор НБУВ: Х819(4УКР)011.016 я431(0); Ф3(4УКР)124 я431; Ф3(0)124 я431 **; - Т. 2. - 2008. - 388 с. - Бібліогр. в кінці ст. - 300 прим. - ISBN 978-966-619-237-3. Рубрикатор НБУВ: Х819(4УКР)012 я431(0); Х819(4УКР)011.2-91 я431(0); Ф3(4УКР)124 я431; Ф3(0)124 я431 **; - Т. 3. - 2008. - 192 с. - Бібліогр. в кінці ст. - 300 прим. - ISBN 978-966-619-234-2. Рубрикатор НБУВ: Ф3(4УКР)124 я431; Х819(4УКР)011.2 я431(0) ; Ф3(0)124 я431 **.
Державна служба України в історичному контексті: проблеми становлення та розвитку [Текст] : матеріали наук.-практ. конф. до 90-річчя держ. служби України (Київ, 18 листоп. 2008 р.) : [у 2 т.] / [за заг. ред. О. Ю. Оболенського, С. В. Сьоміна] ; Нац. акад. держ. упр. при Президентові України. - К. : [НАДУ], 2009.: - Т. 1. - 2009. - 48 с. - Бібліогр. в кінці ст. Рубрикатор НБУВ: Х819(4УКР)012-1 я431 **; -. Т. 2, ч. 1. - 2009. - 98 с. : рис., табл. - Бібліогр. в кінці ст. - 100 прим. Рубрикатор НБУВ: Х819(4УКР)012.1 р я431 **; - Т. 2, ч. 2. - 2009. - 99 с. : рис., табл. - Бібліогр. в кінці ст. - 100 прим. Рубрикатор НБУВ: Х819(4УКР)012.1 я431 **; - Т. 2, ч. 3. - 2009. - 93 с. : табл. - Бібліогр. в кінці ст. - 100 прим. Рубрикатор НБУВ: Х819(4УКР)012.1 я431 **.
Публічне управління: шляхи розвитку : матеріали наук.-практ. конф. за міжнар. участю (Київ, 26 листоп. 2014 р.): у 2 т. / [за наук. ред. К). В. Ковоасюка. С. А. Романюка, О. Ю. Оболенського]. - К. : НАДУ, 2014. - Т. 1. - 150 с.  
https://elibrary.kubg.edu.ua/id/eprint/8218/1/M_Stadnyk_V_Diachenko_MMNPKzMU.pdf ;
https://www.pubadm.vernadskyjournals.in.ua/journals/2023/1_2023/1.pdf

## Нагороди та відзнаки
Оболенський О.Ю. є Заслуженим працівником освіти України (2015 р.), нагороджений Почеснаою грамотою Кабінету Міністрів України з врученням йому пам'ятного знака (2009 р.), званням Відмінник освіти України (2001), Відзнакою Головного управління державної служби України «За сумлінну працю» (2000 р.), Медаллю «Ветеран труда» (2019 р.)